# Корита (Великопольське воєводство)
Корита (пол. Koryta) — село в Польщі, у гміні Рашкув Островського повіту Великопольського воєводства.
Населення — 360 осіб (2011).

## Демографія
Демографічна структура станом на 31 березня 2011 року:
|          | Загалом | Допрацездатний вік | Працездатний вік | Постпрацездатний вік |
| -------- | ------- | ------------------ | ---------------- | -------------------- |
| Чоловіки | 182     | 45                 | 117              | 20                   |
| Жінки    | 178     | 42                 | 94               | 42                   |
| Разом    | 360     | 87                 | 211              | 62                   |